# The quick brown fox jumps over the lazy dog

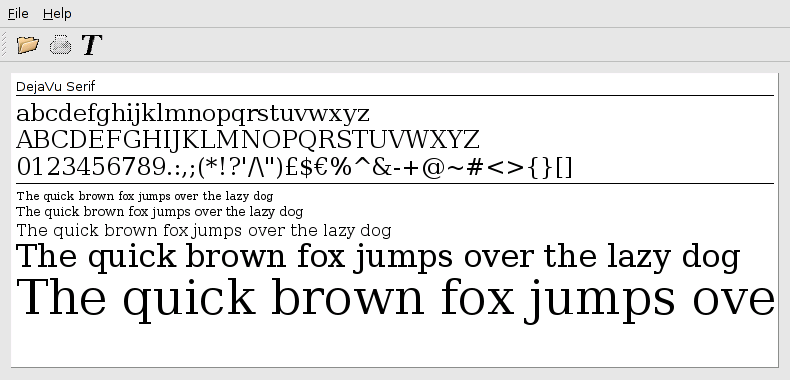
DejaVu Serif フォントのサンプル

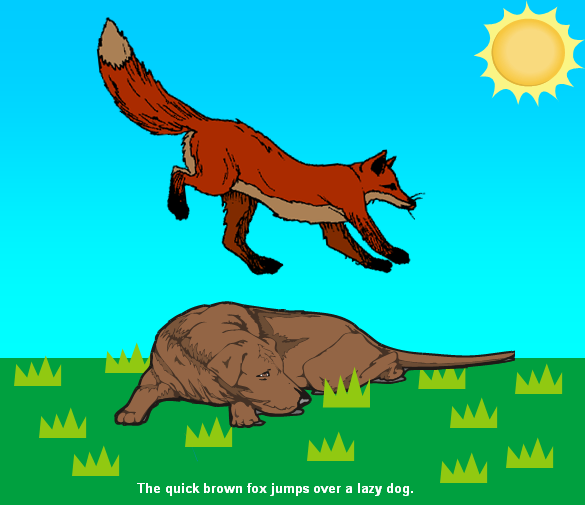
素早い茶色の狐はのろまな犬を飛び越える。

The quick brown fox jumps over the lazy dog（ザ・クイック・ブラウン・フォックス・ジャンプス・オーバー・ザ・レイジー・ドッグ、和訳「素早い茶色の狐はのろまな犬を飛び越える」）は、英語のパングラムの一つであり、タイプライターやコンピュータのキーボードの試験などによく用いられる。quick brown fox（クイック・ブラウン・フォックス）と略して呼称することが多い。パングラムとは、ラテン文字のアルファベット26字をすべて用い、かつ重複をなるべく少なくした短文のこと。
かつてはテレタイプの試験にもしばしば用いられたほか、今日ではコンピュータで使用するフォントのサンプル文としても広く用いられている。数字を含めて試験する場合には、"The quick brown fox jumps over the lazy dog. 1234567890" とすることが多い。
また、 "The quick brown fox jumped over the lazy dogs"（素早い茶色の狐はのろまな犬どもを飛び越えた）と文意を過去形にし、dog（犬）を複数形 (dogs) にすることで "s" を確保し、jumpedとする場合もある。
Microsoft Wordでは、「=rand()」と入力しエンターキーを押すと、"The quick brown fox jumps over the lazy dog" を表示することができる。

## 題名
アンダミロの音楽ゲームPump It Upにて、Doinによる作曲の題名として用いられている。